# Rāmānuja Āchārya

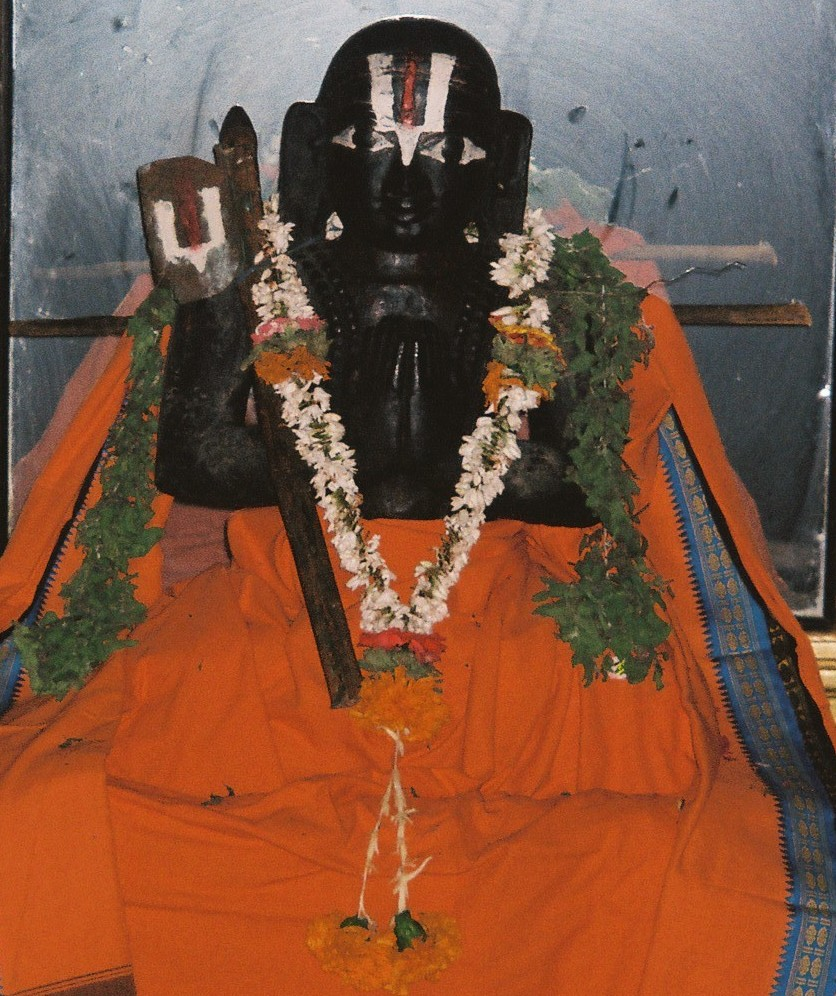
Estatua de Ramanuja en un templo.

Rāmānuja Āchārya (Sri Perumbudur, 1077-Sri Rangam, 1157) fue un importante teólogo y líder religioso indio.
El término sánscrito rāma-anu-ja significa ‘hermano menor de Rama’ (siendo rāma- ‘placer’, anu- ‘pequeño’ y ja- ‘nacer’).
Puede significar tanto Lakshman (hermano menor del rey Rama) como Krishná (hermano menor de Bala Rama). Fue uno de los más influyentes pensadores del hinduismo.
Después de un largo peregrinaje a través de la India, fundó centros para esparcir la devoción hacia el dios Visnú y la diosa Laksmī.

## Biografía
Ramanuja nació en el seno de una comunidad brahmánica tamil, en una aldea llamada Sriperumbudur (actual Tamil Nadu), bajo el Imperio Chola. Sus seguidores de la tradición vaishnava escribieron hagiografías, algunas de las cuales se compusieron siglos después de su muerte, y que la tradición considera verídicas.
Las hagiografías tradicionales de Ramanuja afirman que nació de madre Kānthimathi y padre Asuri Keshava Somayāji, en Sriperumbudur, cerca de la moderna Chennai, Tamil Nādu. Se cree que nació en el mes de Chithirai bajo la estrella Tiruvadhirai. Sitúan su vida en el periodo 1017-1137 d. C., con una duración de vida de 120 años. Estas fechas han sido cuestionadas por los estudiosos modernos, basándose en los registros de los templos y la literatura regional de los siglos XI y XII fuera de la tradición Sri Vaishnava, y los estudiosos de la era moderna sugieren que Ramanuja pudo haber vivido en 1077-1157 d. C..
Ramanuja se casó, se trasladó a Kānchipuram, y estudió con Yādava Prakāśa como su gurú. Ramanuja y su gurú discrepaban con frecuencia en la interpretación de los textos védicos, en particular los Upanishads. Ramanuja y Yādava Prakāśa se separaron, y a partir de entonces Ramanuja continuó sus estudios por su cuenta.
Intentó conocer a otro afamado erudito del Vedanta del siglo XI, Yamunāchārya, pero la tradición Sri Vaishnava sostiene que este último murió antes del encuentro y nunca se conocieron. Ramanuja era bisnieto de Yamunāchārya a través de una nieta. Sin embargo, algunas hagiografías afirman que el cadáver de Yamunāchārya resucitó milagrosamente y nombró a Ramanuja nuevo líder de la secta Sri Vaishnava, anteriormente dirigida por Yamunāchārya. Una hagiografía afirma que, tras abandonar Yādava Prakāśa, Ramanuja fue iniciado en el Sri Vaishnavismo por Periya Nambi, también llamado Mahapurna, otro erudito del Vedānta. Ramanuja renunció a su vida matrimonial y se hizo monje hindú.. Sin embargo, afirma Katherine Young, las pruebas históricas sobre si Ramanuja llevó una vida matrimonial o renunció y se hizo monje son inciertas.
Ramanuja se convirtió en sacerdote del templo de Varadharāja Perumal (Vishnu) en Kānchipuram, donde comenzó a enseñar que moksha (liberación y salida del samsara) no debe alcanzarse con el metafísico y nirguna Brahman, sino con la ayuda del dios personal y saguna Vishnu. Ramanuja ha gozado durante mucho tiempo de la máxima autoridad en la tradición Sri Vaishnava.

## Antecedentes históricos
Ramanuja creció en la cultura tamil, en una sociedad estable durante el gobierno de la dinastía Chola. Este periodo fue de creencias pluralistas, en el que prosperaron juntas las tradiciones vaishnava, shaiva, smarta, el budismo y el jainismo. En la tradición monástica hindú, el Advaita Vedānta había sido dominante, y el gurú de Ramanuja Yādava Prākāsha pertenecía a esta tradición. Antes de Ramanuja, el Sri Vaishnava sampradaya ya era una organización establecida bajo Yamunāchārya, y los cantos bhakti y las ideas devocionales ya formaban parte de la cultura tamil debido a los doce Alvārs. La fama de Ramanuja creció porque se le consideró el primer pensador en siglos que rebatió las teorías de Shankara y ofreció una interpretación alternativa de las escrituras de los Upanishads.

### Primeros años
Cuando Ramanuja y su gurú Yadava Prakaasa se separaron debido a sus diferencias en la interpretación de los Literatura védica, Ramanuja se convirtió en devoto del Templo Varadharaja Perumal en Kanchi. Durante este periodo, los discursos y la fama de Ramanuja llegaron muy lejos. Yamunacharya, el acharya vaishnavita y jefe religioso del Templo Ranganathasamy en Srirangam había seguido de cerca a Ramanuja desde muy joven. Cuando llegó el momento de transmitir el legado, el acharya decidió que recurriría a Ramanuja. En consecuencia, llamó a Sri Mahapurna, un discípulo que le estaba ayudando con los asuntos del templo, y le pidió que fuera a Kanchi y trajera a Ramanuja.
Cuando Mahapurna se reunió con Ramanuja y le informó del deseo de su gurú, Ramanuja se alegró mucho y ambos partieron inmediatamente hacia Srirangam. Pero en Srirangam les esperaban malas noticias y ambos se enteraron de que Yamunacharya había muerto. Con el corazón destrozado, Ramanuja se marchó a Kanchi y se negó a adorar a Sri Ranganatha porque lo consideraba responsable de haberse llevado a Yamunacharya de este mundo. En cuanto a Mahapurna, comenzó a ayudar a Tiruvaranga Araiyar, el hijo de Yamunacharya en la gestión de los asuntos del templo. Pero con el paso del tiempo, Tiruvaranga Araiyar y otros miembros de alto rango de la orden Vaishnavite sintieron que había un vacío después de la desaparición de Yamunacharya y que carecían de una persona que pudiera interpretar los Vedas y los Sastras como Yamunacharya. Así que finalmente se decidió que Sri Mahapurna debería ir una vez más e invitar a Ramanuja a Srirangam.
Mientras tanto, en Kanchi, Ramanuja se reunía regularmente con Kanchipurna, un compañero devoto, y pronto decidió que se convertiría en discípulo de Kanchipurna. Cuando se acercó a Kanchipurna al respecto, éste se negó cortésmente, ya que no pertenecía a la misma casta que Ramanuja, y le dijo que conseguiría un gurú más apropiado. Después de esto Kanchipurna partió hacia Tirupati para adorar al Señor Venkateswara y regresaría sólo después de seis meses. Cuando finalmente regresó, fue a través de él que el Señor Varadaraja transmitió su deseo a Ramanuja. En consecuencia, Kanchipurna aconsejó a Ramanuja que era el deseo del Señor que se marchara a Srirangam y encontrara consuelo en Sri Mahapurna.

### Inducción al Vaishnavismo
Después de que se decidiera que Mahapurna iría a invitar a Ramanuja a Srirangam, el acharya partió hacia Kanchi con su esposa. Mientras se dirigía a Kanchi, Mahapurna y su esposa decidieron descansar en Maduranthakam, un lugar situado a 40 km de la actual Chennai. El destino quiso que Ramanuja, que se dirigía a Srirangam, llegara al mismo lugar y, para su alegría, encontrara a Mahapurna. Pronto se abrazaron y Ramanuja le pidió que no perdiera tiempo en iniciarle en la orden vaishnavita. Mahapurna accedió inmediatamente y Ramanuja recibió los Panchasamskaras (los cinco sacramentos).

### Persecución
Algunas hagiografías, compuestas siglos después de la muerte de Ramanuja, afirman que un rey chola, Kulothunga II, sentía un inmenso odio hacia el Sri Vaishnavismo. Se le llamó Kirimikanta Chola o Chola de cuello de gusano, llamado así porque se dice que el rey padecía cáncer de cuello o garganta. El historiador Nilakanta Sastri identifica a Krimikanta Chola con Adhirajendra Chola o Virarajendra Chola con quien terminó la línea principal (Vijayalaya). Conociendo las malas intenciones del rey, el discípulo de Sri Rāmānujā, Sri Koorathazhwan persuadió a Ramanuja para que abandonara el reino Chola. Sri Rāmānujā se trasladó entonces al reino Hoysala durante 14 años, en los que convirtió al hinduismo a un rey jainista, Bitti Deva, tras curar milagrosamente a su hija. Bitti Deva cambió su nombre por el de Vishnuvardhana. El rey Vishnuvardhana ayudó a Sri Rāmānujā a construir un templo del Señor Thirunarayanaswamy en Melukote que es actualmente una ciudad templo en Mandya distrito de Karnataka. Rāmānujā regresó más tarde por su cuenta a Tamil Nādu tras la desaparición de Krimikanta Chola. Según Sastri, Krimikanta o Adhirajendra Chola fue asesinado en un levantamiento local de los vaishnavas.
Según "Koil Olugu" (registros del templo) del templo Srirangam, Kulottunga III era hijo de Krimikanta Chola o Karikala Chola. Se dice que el primero, a diferencia de su padre, fue un hijo arrepentido que apoyó el vaishnavismo. Se dice que Ramanuja hizo a Kulottunga III discípulo de su sobrino, Dasarathi. El rey concedió entonces la gestión del templo Ranganathaswamy a Dasarathi y a sus descendientes según el deseo de Ramanuja. Algunos historiadores sostienen que Krimikanta, el perseguidor de Ramanuja tenía una animadversión personal hacia Ramanuja y no persiguió a los vaishnavitas.

### Reforma
La orden Sri Vaishnavita anterior a Ramanuja no era reacia a las personas de otras castas, ya que tanto Kanchipurna como Mahapurna no eran brahmanes. Así que cuando Ramanuja se rebeló contra la discriminación que se había introducido en el sistema de castas, simplemente estaba siguiendo las mismas líneas que los Alwars y ayudó a las personas que eran consideradas intocables (dasa, dasulu, dasu), a ser absorbidas por el Movimiento Sri Vaishnava Bhakthi, animándoles a alcanzar la iluminación Espiritual enseñándoles Sri Alwar Divyaprabandham. Llamó a estas clases oprimidas Tirukulattar, que significa de noble linaje en Tamil, y contribuyó decisivamente a admitirlas en el templo de Melukote. Las opiniones liberales de Ramanuja también condujeron a la reorganización de los rituales en Srirangam y a la participación de personas no brahmanas en el culto vaishnava. Este cambio de política contribuyó a mejorar el estatus social de los artesanos y otros grupos de castas no brahmanes, especialmente los tejedores (SenguntharKaikola Mudaliyar), que fueron uno de los principales beneficiarios. Tras el periodo de Ramanuja, la comunidad Sri Vaishnava se dividió por esta cuestión y formó las sectas Vadakalai (septentrional y sánscrita) y Thenkalai (meridional y tamil). Ambas sectas creen en la iniciación en el Sri Vaishnavismo a través del Pancha Samskara. Esta ceremonia o rito de paso es necesaria para convertirse en un brahmán Sri Vaishnava. La realizan brahmanes y no brahmanes para convertirse en vaishnavas.

## Relación con el maestro Yāmuna Āchārya

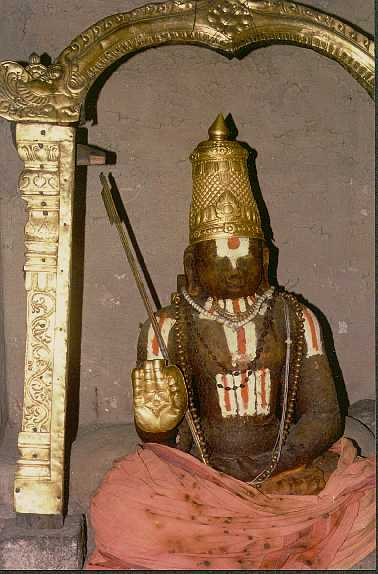
Estatua de Ramanuja en el templo Madhura Mangalam Matt, en Sunguvar Chaththiram, cerca de Sri Perumbhudhur (el sagrado sitio de nacimiento de Ramanuyán).

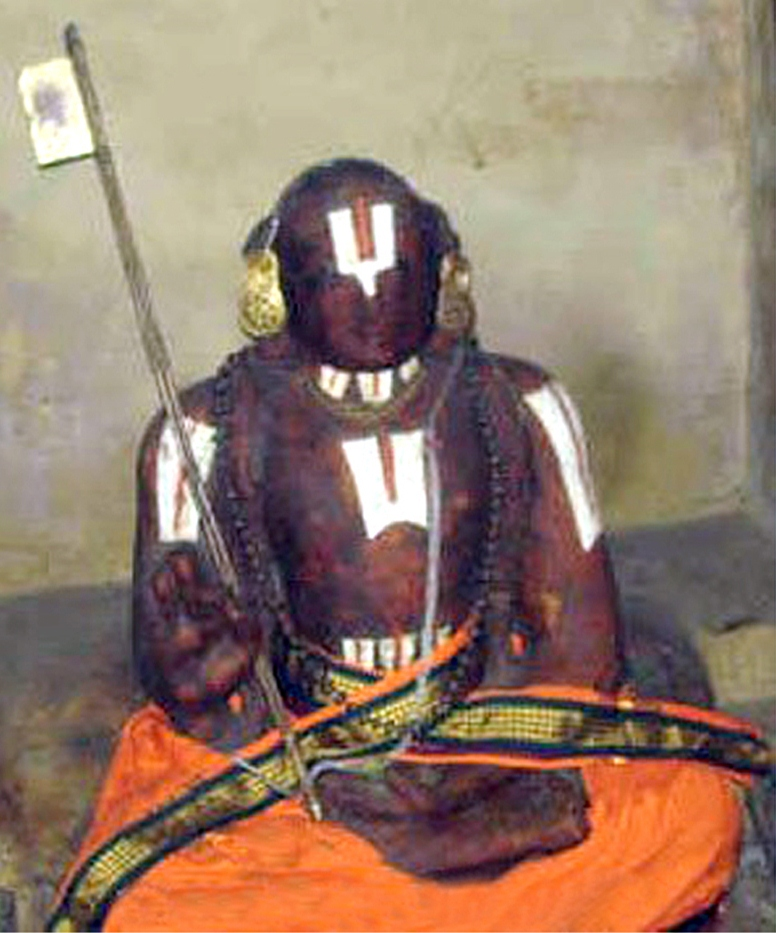
Estatua de Rāmānuja en el templo Madhura Mangalam Matt. Esta fotografía se promociona con la siguiente frase: «This is the picture of a hindu saint who is living for one thousand years» (‘esta es una fotografía de un santo hinduista que está vivo desde hace mil años’).

En su vejez, Rāmānuja ―que ya era el líder de la escuela Sri Vaisnava (de Sri Rangam)― contaba que no llegó a conocer en vida al reconocido maestro Yāmuna Āchārya, pero que llegó a Sri Rangam el mismo día en que falleció el maestro, diciendo que Iamuna lo iba a nombrar su discípulo principal, y líder de su escuela.
Rāmānuja notó que el maestro mantenía rectos tres dedos, y dijo a los discípulos que por lo tanto el maestro lo había nombrado su sucesor y que esos tres dedos significaban que el maestro le había dejado como herencia tres tareas por hacer:
1. debía conmemorar el nombre del sabio Parāśará (el padre del sabio Vyāsa, escritor de los textos védicos) nombrando en su honor a una persona digna de llamarse así;
2. debía redactar un comentario sobre el Tiruvaymozhi (de Nammalvar, el más prolífico de los escritores Alvar);
3. debía redactar comentarios sobre varias Upanishads, el Vedanta sutra y el Bhagavad-guitá.

Cuando Rāmānuja nació, Iamuná había muerto hacía 17 años, en 1060. Por eso algunos autores corrigen la fecha de nacimiento, y lo hacen vivir 120 años, entre 1017 y 1137, pero esta última fecha no considera el exilio de Ramanusha durante las persecuciones contra los visnuistas bajo el rey sivaísta Kulothunga Chola II, quien reinó entre 1133 y 1150 y fue conocido por su persecución religiosa. Para armonizar todas las contradicciones, Rāmānuja tendría que haber vivido 140 años, entre 1017 y 1157.
En su vejez, Rāmānuja dejó el liderazgo de su escuela Sri Vaisnava en manos de su primo Sri Embar Suami.

## Doctrina de Rāmānuja
Rāmānujacharya fue la mayor figura en la doctrina visishta adwaita, la cual enfatiza la necesidad del alma de ser unida con un dios personal.
Sus primordiales contribuciones doctrinales son:
- el mundo fenoménico es real y proporciona conocimiento verdadero, y
- las exigencias de la vida cotidiana no son opuestas a las de la vida espiritual.

Todas las interpretaciones de Rāmānuja acerca de los antiguos textos hinduistas presentan el punto de vista del bhakti (la devoción a Dios).

## Rāmānuja y la datación del «Bhagavata-purana»
Los datos biográficos de Rāmānuja y de Yāmuna Āchārya (entre el siglo X y el XI) se utilizan como base para fechar el Bhágavata-purana (posiblemente del siglo X), ya que Rāmānuja escribió comentarios de cada uno de los textos sánscritos que hablaban de bhakti, pero no mencionó la existencia del Bhágavatam, que se supone que es el Purana más importante del bhakti).